# Деннис, Энтони (футболист)
Энтони Джуниор Деннис (англ. Anthony Junior Dennis; род. 21 июня 2004, Кадуна) — нигерийский футболист, опорный полузащитник клуба «Гёзтепе».

## Клубная карьера
Деннис — воспитанник клуба «Абуджа». В 2023 году игрок подписал контракт с турецким «Гёзтепе». 27 января 2024 года в матче против «Чорума» он дебютировал в Первой лиге Турции. 24 февраля в поединке против «Аданаспора» Энтони забил свой первый гол за «Гёзтепе». По итогам сезона игрок помог клубу выйти в элиту. 8 октября в матче против «Антальяспора» он дебютировал в турецкой Суперлиге.